# Westfälischer Industrieklub
Der Westfälische Industrieklub wurde 1918 als eine Vereinigung von Vertretern der mittleren Industrie des Ruhrgebiets in Dortmund gegründet.
Der Initiator des Vereins war Wilhelm Pahl, der den Bedarf für eine branchenübergreifende Vereinigung sah, um sich vor Eingriffen durch Staat und Behörden insbesondere vor dem Hintergrund des Ersten Weltkriegs besser schützen zu können. Der Verein wurde am 13. März 1918 im Hotel Römischer Kaiser von 44 Herren gegründet, darunter:
- Wilhelm Beukenberg, Geh. Baurat, Phoenix AG
- Oscar Brand, Dortmunder Kronen-Brauerei
- Josef Cremer, Geh. Kommerzienrat, Dortmunder Thier Brauerei
- Ludwig Franzius, Direktor, Aug. Kopfermann GmbH
- Friedrich Funcke, Bergrat, Gelsenkirchener Bergwerks-AG
- Eugen Kleine, Bergrat, Harpener Bergbau-AG
- Justizrat August Raude, Dortmunder Union-Brauerei
- Wilhelm Pahl, Gummiwaren-Fabrik Wilhelm Pahl
- Ernst Schweckendieck, Kommerzienrat, Gewerkschaft Schüchtermann & Kremer
- Oskar Sempell, Direktor, Deutsch-Luxemburgische Bergwerks- und Hütten-AG[1]
- Friedrich Springorum, Kommerzienrat, Eisen- und Stahlwerke Hoesch
- Albert Vögler, Deutsch-Luxemburgische Bergwerks- und Hütten-AG

Am 1. Mai 1918 zählte der Verein bereits 139 Mitglieder. Im April 1922 gründete man die Nordsternhaus GmbH, um das Nordsternhaus als Clubräumlichkeit zu erwerben. Nach dem Zweiten Weltkrieg wurde der Verein als Westfalenhaus e. V. weitergeführt. Man schaffte Räumlichkeiten im Berghof. Im Jahre 1950 gab man sich die Bezeichnung Westfälischer Industrieklub zurück. Die Mitgliedschaft ist auch heute vor allem Unternehmern vorbehalten.

## Weblink
- Offizieller Internetauftritt des Westfälischen Industrieklubs